# Relações internacionais (1919–1939)

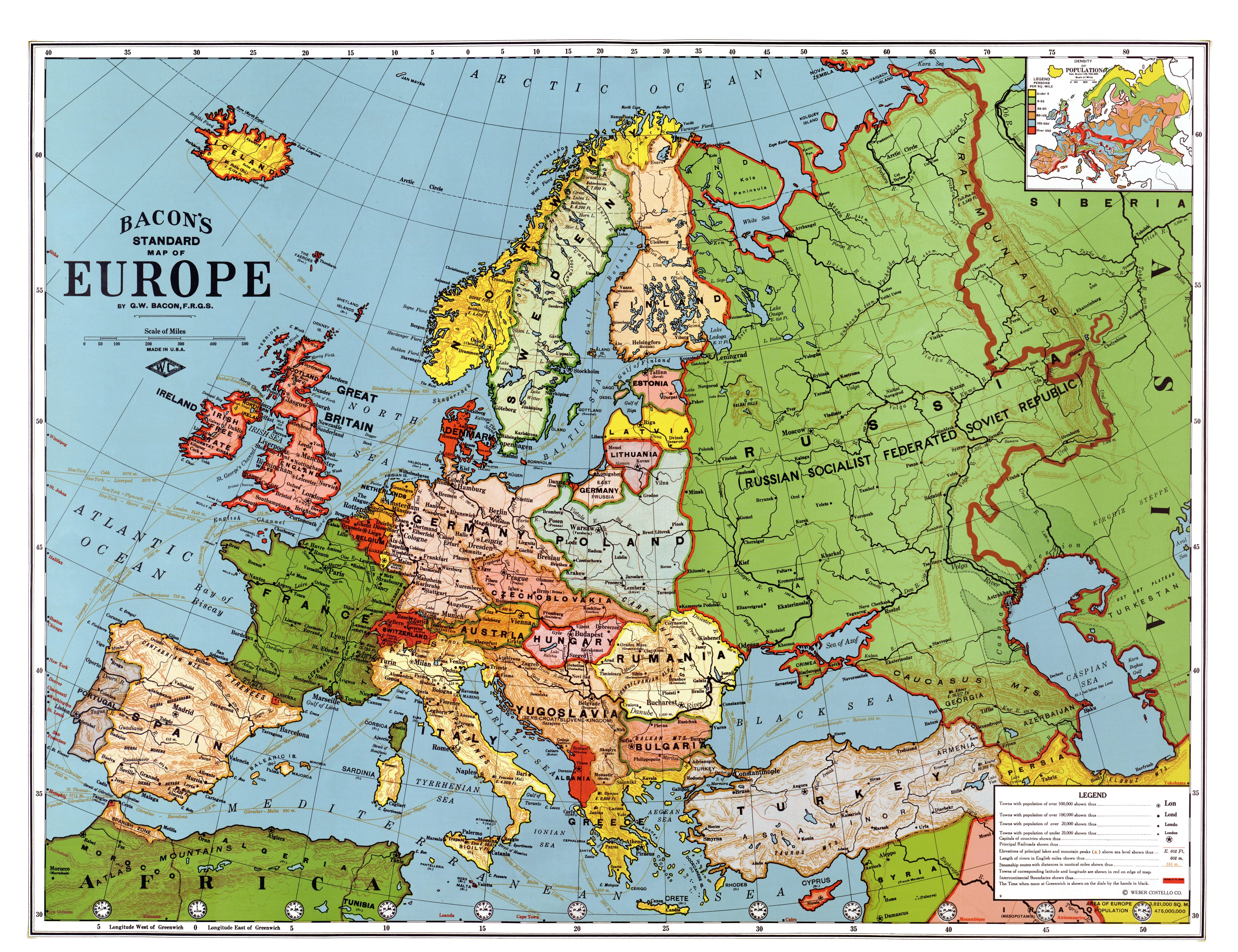
Mapa da Europa em 1923

As Relações Internacionais (1919–1939) abrangem as principais interações que moldaram a história mundial nesta era, conhecida como período entreguerras, com ênfase na diplomacia e nas relações econômicas. A cobertura aqui segue a história diplomática da Primeira Guerra Mundial. Para o surgimento da Segunda Guerra Mundial e sua diplomacia, veja Causas da Segunda Guerra Mundial e História diplomática da Segunda Guerra Mundial.
Os estágios importantes da diplomacia entreguerras e das relações internacionais incluíam resoluções de questões de guerra, como reparações devidas pela Alemanha e fronteiras; o envolvimento americano nas finanças europeias e projetos de desarmamento; as expectativas e fracassos da Sociedade das Nações; as relações dos novos países com os antigos; as relações desconfiadas entre a União Soviética e o mundo capitalista; os esforços de paz e desarmamento; as respostas à Grande Depressão a partir de 1929; o colapso do comércio mundial; o colapso dos regimes democráticos um por um; o crescimento da autarquia econômica; a agressividade japonesa em relação à China; a diplomacia fascista, incluindo os movimentos agressivos da Itália Fascista e da Alemanha Nazista; a Guerra Civil Espanhola.
Outros artigos abordam as Causas da Segunda Guerra Mundial em 1938–1939. Veja a Segunda Guerra Sino-Japonesa sobre o Japão e a China. Veja o apaziguamento em relação aos movimentos expansionistas da Alemanha em direção à Renânia, Áustria e Tchecoslováquia, e os últimos e desesperados estágios do rearmamento à medida que outra guerra mundial se aproximava cada vez mais.

## Paz e desarmamento
Não houve grandes guerras na década de 1920. Houve algumas pequenas guerras na periferia, que geralmente terminavam em 1922 e não ameaçavam se agravar. As exceções incluíram a Guerra Civil Russa de 1917-1922, a Guerra Polaco-Soviética de 1919-1921, a Guerra Greco-Turca de 1919-1922 e algumas guerras civis, como a da Irlanda. Em vez disso, os ideais de paz foram um tema que dominou a agenda internacional de todas as principais nações na década de 1920. O líder trabalhista britânico e primeiro-ministro Ramsay MacDonald foi especialmente articulado:
| “ | "Assim que se visa uma garantia por parte de um organismo como a Liga das Nações, minimiza-se e subordina-se o valor militar do pacto e eleva-se a um padrão realmente eficaz as garantias morais que decorrem da conciliação, da arbitragem e do julgamento imparcial e judicial exercido pelo organismo." | ” |

### Liga das Nações
A principal instituição destinada a trazer paz e estabilidade e resolver disputas foi a Liga das Nações, criada em 1919. A Liga foi enfraquecida pela não participação dos Estados Unidos, Alemanha e União Soviética, bem como (mais tarde) do Japão. Não conseguiu lidar com a recusa dos principais países, especialmente Japão e Itália, em aceitar decisões adversas. Os historiadores concordam que foi ineficaz em grandes disputas.
Uma série de crises internacionais levou a Liga ao limite, sendo a primeira a invasão japonesa da Manchúria. O Japão foi censurado e saiu da Liga. Isso foi logo seguido pela Crise da Abissínia de 1934-36, na qual a Itália invadiu a Etiópia (Abissínia), uma das duas nações africanas independentes. A Liga tentou impor sanções econômicas à Itália, mas sem sucesso. O incidente destacou as fraquezas francesas e britânicas, exemplificadas por sua relutância em alienar a Itália e perdê-la como um contrapeso contra a Alemanha de Hitler. As ações limitadas tomadas pelas potências ocidentais empurraram a Itália de Mussolini para a aliança com a Alemanha de Hitler. A guerra da Abissínia mostrou ao mundo o quão ineficaz a Liga era na resolução de disputas. Ela não desempenhou nenhum papel em lidar com a Guerra Civil Espanhola. A liga também não conseguiu resolver outros conflitos menores envolvendo grandes nações europeias, como a Guerra do Rife entre separatistas da Espanha e do Marrocos.

### Desarmamento
A Conferência Naval de Washington, também conhecida como Conferência de Armas de Washington ou Conferência de Desarmamento de Washington, foi uma conferência militar convocada pelo presidente dos EUA Warren G. Harding e realizada em Washington, sob a presidência do Secretário de Estado Charles Evans Hughes, de 12 de novembro de 1921 a 6 de fevereiro de 1922. Realizada fora dos auspícios da Liga das Nações, contou com a presença de nove nações: Estados Unidos, Japão, China, França, Grã-Bretanha, Itália, Bélgica, Holanda e Portugal. A Rússia Soviética não foi convidada. A conferência se concentrou na resolução de mal-entendidos ou conflitos relativos a interesses no Oceano Pacífico e no Leste Asiático. A principal conquista foi uma série de acordos postais de desarmamento naval acordados por todos os participantes, que duraram uma década. Isso resultou em três grandes tratados - Tratado das Quatro Potências, Tratado das Cinco Potências (o Tratado Naval de Washington), o Tratado das Nove Potências - e uma série de acordos menores.
A Grã-Bretanha assumiu a liderança. O bem-sucedido Tratado Naval de Londres de 1930 manteve as limitações de navios de guerra entre as grandes potências, estabelecidas pela primeira vez em 1922. Os tratados de 1922-1930 preservaram a paz durante a década de 1920, mas não foram renovados, à medida que o cenário mundial se tornava cada vez mais negativo a partir de 1931.

### Espírito pacífico de Locarno
Os sete tratados internacionais negociados em Locarno em 1925 pelas principais potências da Europa (sem incluir a União Soviética) fortaleceram significativamente a legitimidade da Alemanha, abrindo caminho para seu retorno ao papel de grande potência e à filiação à Liga das Nações em 1926, com um assento permanente em seu conselho. Os Tratados de Locarno marcaram uma melhora drástica no clima político da Europa Ocidental entre 1924 e 1930. Eles promoveram expectativas de acordos pacíficos contínuos, frequentemente chamados de "espírito de Locarno". Esse espírito se concretizou com a adesão da Alemanha à Liga em 1926 e a retirada das tropas aliadas que ocupavam a Renânia alemã.
A historiadora Sally Marks diz:
| “ | "Daí em diante, o espírito de Locarno reinaria, substituindo a conciliação pela imposição como base para a paz. No entanto, para alguns, a paz permaneceu uma esperança desesperada, em vez de uma realidade. Alguns homens sabiam que o espírito de Locarno era uma base frágil sobre a qual se poderia construir uma paz duradoura." | ” |

A Alemanha Nazista não tinha utilidade para um espírito pacífico. Repudiou Locarno enviando tropas para a Renânia desmilitarizada em 7 de março de 1936.

### Proibindo a guerra
O Pacto Kellogg-Briand de 1928 resultou de uma proposta elaborada pelos Estados Unidos e pela França que, na prática, proibia a guerra para resolver "disputas ou conflitos de qualquer natureza ou origem que surgissem entre eles". A maioria das nações prontamente aderiu e aproveitou a ocasião para promover o objetivo de políticas externas pacíficas. A única questão era a fórmula real da renúncia a todas as guerras – os franceses queriam que a definição se restringisse a guerras de agressão, enquanto os americanos insistiam que ela deveria incluir todos os tipos de guerra. O historiador Harold Josephson observa que o Pacto foi ridicularizado por seu moralismo e legalismo, além de sua falta de influência na política externa. Ele argumenta que, em vez disso, levou a uma política externa americana mais ativista. Suas disposições centrais, renunciando ao uso da guerra e promovendo a solução pacífica de disputas e o uso da força coletiva para prevenir agressões, foram incorporadas à Carta da ONU e a outros tratados. Embora as guerras civis tenham continuado, as guerras entre estados estabelecidos têm sido raras desde 1945, com algumas excepções no Médio Oriente, África e Ásia.

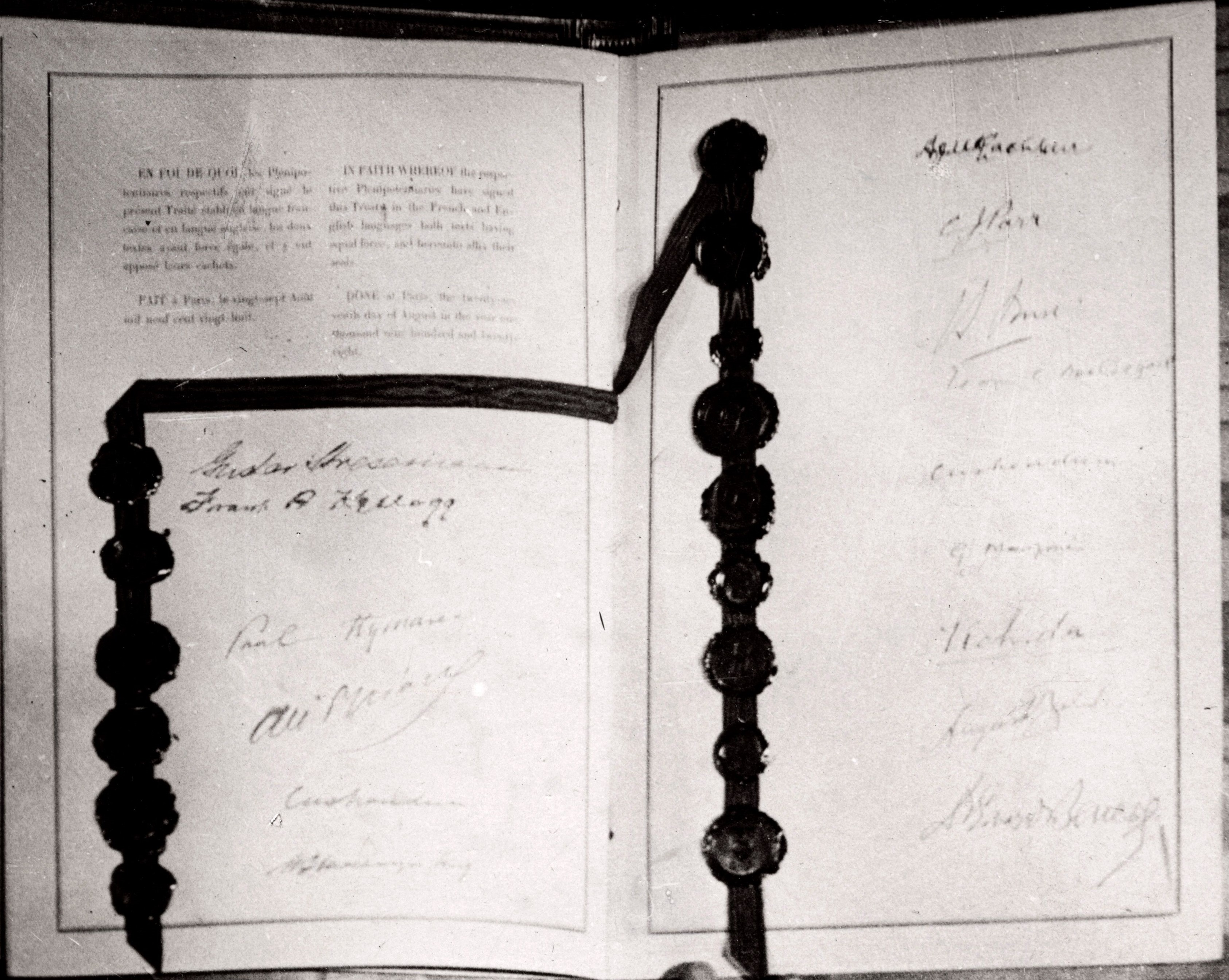
Quatorze grandes nações foram as primeiras a assinar o Pacto Kellogg-Briand em Paris em 1928

Nos Estados Unidos, muito apoio popular enérgico veio de organizações femininas e igrejas protestantes.

### Criminalização do gás venenoso
O gás venenoso tornou-se o foco de uma cruzada mundial na década de 1920. O gás venenoso não vencia batalhas, e os generais não o queriam. Os soldados o odiavam muito mais intensamente do que balas ou projéteis explosivos. Em 1918, os projéteis químicos representavam 35% dos suprimentos de munição franceses, 25% dos britânicos e 20% dos americanos. O "Protocolo para a Proibição do Uso em Guerra de Gases Asfixiantes, Venenosos ou Outros e de Métodos Bacteriológicos de Guerra" (Protocolo de Genebra) foi emitido em 1925 e aceito como política por todos os principais países.

### Protegendo o poder
No período entreguerras, o papel diplomático de uma potência protetora oficial foi formalizado na Convenção de Genebra de 1929. As potências protetoras foram autorizadas a inspecionar campos de prisioneiros de guerra, entrevistar prisioneiros em particular, comunicar-se livremente com os prisioneiros e fornecer livros para a biblioteca da prisão. No entanto, uma sugestão do Comitê Internacional da Cruz Vermelha de que ela fosse responsabilizada por garantir o cumprimento do tratado foi rejeitada.

## Europa

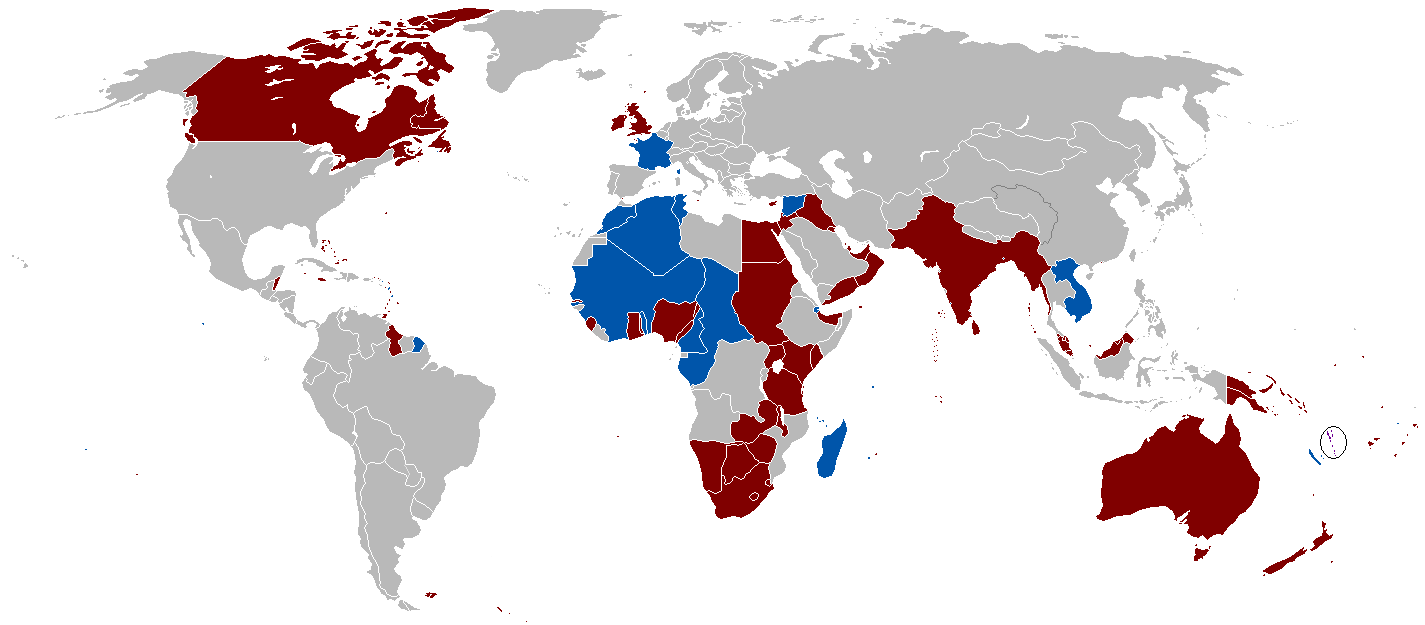
Os impérios coloniais britânico e francês em 1920

### Reino Unido
O Reino Unido era um gigante problemático que era menos uma força diplomática dominante na década de 1920 do que antes. Muitas vezes teve que ceder aos Estados Unidos, que frequentemente exerciam sua superioridade financeira. Os principais temas da política externa britânica incluem um papel na Conferência de Paz de Paris de 1919, onde o primeiro-ministro Lloyd George trabalhou duro para moderar as demandas francesas de vingança. Ele foi parcialmente bem-sucedido, mas a Grã-Bretanha repetidamente teve que conter os franceses em relação à Alemanha. A Grã-Bretanha era um membro ativo da nova Liga das Nações, mas a frustração repetida foi o principal resultado.
Politicamente, o governo de coalizão liderado por Lloyd George, um liberal, dependia principalmente do apoio do Partido Conservador. Ele antagonizou cada vez mais sua base decrescente de apoiadores liberais ao trabalhar principalmente com os conservadores, e antagonizou sua base principal de apoiadores conservadores por erros de política externa. A Crise de Chanak de 1922 levou a Grã-Bretanha à beira da guerra com a Turquia, mas os Domínios estavam divididos e os militares britânicos estavam hesitantes. A política agressiva de Lloyd George foi rejeitada em favor da paz e ele perdeu o controle da coalizão. Ele foi substituído como primeiro-ministro e nunca mais ocupou o poder.
A Grã-Bretanha manteve relações estreitas com a França e os Estados Unidos, rejeitou o isolacionismo e buscou a paz mundial por meio de tratados de limitação de armas navais. Buscou a paz com a Alemanha por meio dos tratados de Locarno de 1925. Um dos principais objetivos era restaurar a Alemanha a um estado próspero e pacífico.
Os Domínios (Canadá, Austrália, África do Sul e Nova Zelândia) alcançaram virtual independência em política externa em 1931, embora cada um dependesse fortemente da proteção naval britânica. Após 1931, a política comercial favoreceu a Comunidade Britânica com tarifas contra os EUA e outros países. As relações com o independente Estado Livre Irlandês permaneceram frias, com uma guerra comercial em andamento entre 1932 e 1937.
O sucesso em Locarno no tratamento da questão alemã encorajou o Secretário de Relações Exteriores Austen Chamberlain, trabalhando com a França e a Itália, a encontrar uma solução definitiva para os problemas diplomáticos da Europa Oriental e dos Bálcãs. Foi impossível superar os antagonismos mútuos, pois o programa de Chamberlain era falho devido às suas percepções equivocadas e julgamentos falaciosos.
O desarmamento estava no topo da agenda, e a Grã-Bretanha desempenhou um papel importante seguindo a liderança americana na Conferência Naval de Washington de 1921. O objetivo era o desarmamento naval das principais potências e funcionou até 1933. Então o desarmamento entrou em colapso e a questão tornou-se o risco de guerra com a Alemanha.
A Grã-Bretanha enfrentou uma grande dívida de dinheiro com o Tesouro dos EUA que tomou emprestado para lutar na guerra. Washington se recusou a cancelar a dívida, mas em 1923 os britânicos renegociaram sua dívida de guerra de £ 978 milhões. Prometeu pagamentos regulares de £ 34 milhões por dez anos e depois £ 40 milhões por 52 anos, a uma taxa de juros reduzida. A Grã-Bretanha apoiou a solução internacional para os pagamentos alemães por meio do Plano Dawes, que estabilizou a economia da Alemanha o suficiente para permitir que ela tomasse empréstimos de bancos de Nova York para pagar reparações - dinheiro que a Grã-Bretanha e a França então usaram para pagar dívidas de guerra devidas aos EUA. Em 1931, todos os pagamentos alemães terminaram como resultado da Grande Depressão e, em 1932, a Grã-Bretanha suspendeu seus pagamentos aos EUA. As dívidas alemã e britânica foram finalmente pagas em 1952.

#### Partido Trabalhista
Na política interna britânica, o Partido Trabalhista, em rápida ascensão, tinha uma política externa distinta e desconfiada, baseada no pacifismo. Seus líderes acreditavam que a paz era impossível devido ao capitalismo, à diplomacia secreta e ao comércio de armamentos. Ou seja, enfatizavam fatores materiais que ignoravam as memórias psicológicas da Primeira Guerra Mundial e as tensões altamente emocionais em relação ao nacionalismo e às fronteiras dos países. No entanto, o líder do partido, Ramsay MacDonald, como primeiro-ministro (1924, 1929-1935), dedicou grande parte de sua atenção às políticas europeias. Em seus 10 meses como primeiro-ministro em 1924, ele estabeleceu os princípios básicos da política externa britânica para os doze anos seguintes. Ele havia sido um forte oponente à entrada na Primeira Guerra Mundial e, no infeliz rescaldo, muitos observadores acreditaram que ele havia sido justificado. As incessantes demandas francesas contra a Alemanha irritaram a liderança britânica e minaram o relacionamento bilateral com a França. MacDonald fez disso uma questão de alto princípio para distribuir justiça imparcial entre a França e a Alemanha, dizendo: "deixe-os colocar suas demandas de tal forma que a Grã-Bretanha pudesse dizer que apoiava ambos os lados." MacDonald desempenhou um papel fundamental em permitir a aceitação do plano Dawes e trabalhou duro para tornar o sonho da Liga das Nações uma realidade. Em seus 10 meses como primeiro-ministro em 1924, ele definiu o curso da política externa britânica MacDonald, e seu Partido Trabalhista tinham um forte histórico de lutar contra comunistas para controlar as atividades sindicais. Em relações exteriores, no entanto, ele chegou a uma détente com a Rússia e a reconheceu oficialmente em 1924. Uma questão frustrante era o pagamento de empréstimos britânicos à Rússia durante a guerra; Moscou disse que pagaria apenas se recebesse um empréstimo. Houve forte oposição dentro da Grã-Bretanha, então a discussão se concentrou em um tratado comercial com a Rússia. Poucos dias antes das eleições gerais de 1924, a mídia divulgou um documento bombástico assinado por Grigory Zinoviev, chefe da Internacional Comunista (COMINTERN) em Moscou, ordenando ao Partido Comunista Britânico que se envolvesse em todos os tipos de atividades sediciosas. Os historiadores concordam que a carta foi uma falsificação inteligente e que interrompeu a campanha, mas não decidiu a eleição, que foi vencida pelos conservadores. O impacto mais negativo sobre o Partido Trabalhista foi seu foco pós-eleitoral em trapaças, em vez de suas próprias fraquezas estruturais.

#### Grande Depressão
A Grande Depressão, iniciada em 1929, exerceu enorme pressão sobre a economia britânica. A Grã-Bretanha adotou a preferência imperial, o que significou tarifas baixas entre a Comunidade das Nações e barreiras mais altas ao comércio com países estrangeiros. O fluxo de dinheiro de Nova York secou, e o sistema de reparações e pagamento de dívidas de guerra antigas foi extinto em 1931. Os esforços de desarmamento da década de 1920 cessaram e a maioria das principais nações se rearmou.

#### Apaziguamento da Alemanha e da Itália
As memórias vívidas dos horrores e mortes da Primeira Guerra Mundial inclinaram muitos britânicos — e seus líderes em todos os partidos — ao pacifismo no período entreguerras. Isso levou diretamente ao apaziguamento de ditadores, a fim de evitar suas ameaças de guerra.
O desafio veio de ditadores, primeiro Benito Mussolini da Itália, depois Adolf Hitler de uma Alemanha Nazista muito mais poderosa. A Liga das Nações provou ser decepcionante para seus apoiadores; ela foi incapaz de resolver qualquer uma das ameaças representadas pelos ditadores. A política britânica era "apaziguá-los" na esperança de que ficassem saciados. Em 1938, estava claro que a guerra estava iminente e que a Alemanha tinha o exército mais poderoso do mundo. O ato final de apaziguamento veio quando a Grã-Bretanha e a França sacrificaram a Tchecoslováquia às exigências de Hitler no Acordo de Munique de 1938. Em vez de saciar, Hitler ameaçou a Polônia e, finalmente, o primeiro-ministro Neville Chamberlain abandonou o apaziguamento e permaneceu firme na promessa de defender a Polônia. Hitler, no entanto, fez um acordo com Josef Stalin para dividir a Europa Oriental; quando a Alemanha invadiu a Polônia em setembro de 1939, a Grã-Bretanha e a França declararam guerra; a Comunidade Britânica seguiu o exemplo de Londres.

#### Domínios e o Estatuto de Westminster
A independência legislativa dos domínios do Reino Unido ocorreu nos anos seguintes à aprovação do Estatuto de Westminster de 1931 no parlamento britânico. O estatuto declarou os domínios do Império Britânico como "comunidades autônomas", ou seja, "iguais em status, [e] de forma alguma subordinadas umas às outras em qualquer aspecto de seus assuntos internos ou externos". O ato deu reconhecimento legal à independência de fato dos domínios, entrando em vigor quase imediatamente após sua aprovação nos domínios do Canadá, do Estado Livre Irlandês e da África do Sul. No entanto, o Estatuto de Westminster não se aplicou imediatamente aos domínios da Austrália, Terra Nova e Nova Zelândia; com a Seção 10 do estatuto delineando que a promulgação do ato dependia da ratificação do Estatuto de Westminster pelos reinos acima mencionados em seus parlamentos locais. 

### França
O principal objetivo da política externa francesa entre as guerras era a resposta diplomática às demandas do exército francês nas décadas de 1920 e 1930 para formar alianças contra a ameaça alemã, especialmente com a Grã-Bretanha e com países menores da Europa Central.

#### Década de 1920
A França tinha uma política de intervenções ativas, como na Rússia de 1918 a 1920 e na Renânia após o Armistício. A França queria a Polônia e forneceu apoio na Guerra Polaco-Soviética. Apoiou a Espanha na Guerra do Rife. De 1925 a 1932, Aristide Briand foi primeiro-ministro intermitentemente. Ele apoiou a Alemanha de Weimar e a Liga das Nações. Ele percebeu que a França era fraca demais para lidar com a Alemanha e tinha dúvidas sobre o apoio britânico. A solução foram alianças com pequenos países fracos, chamados de "Pequena Entente".
Em janeiro de 1923, como resposta ao fracasso dos alemães em enviar carvão suficiente como parte de suas reparações, a França (e a Bélgica) ocuparam a região industrial do Ruhr. A Alemanha respondeu com resistência passiva, incluindo a impressão de grandes quantidades de marcos para pagar pela ocupação, causando assim uma inflação galopante. A inflação prejudicou fortemente a classe média alemã (porque suas contas bancárias perderam o valor), mas também prejudicou o franco francês. A França fomentou um movimento separatista apontando para um estado-tampão independente, mas ele entrou em colapso após algum derramamento de sangue. A intervenção foi um fracasso e, no verão de 1924, a França aceitou a solução internacional para as questões de reparações, conforme expresso no Plano Dawes.
Na década de 1920, a França estabeleceu um elaborado sistema de defesas de fronteira estáticas chamado Linha Maginot, projetado para combater qualquer ataque alemão. Seguia a fronteira alemã, mas não se estendia para o norte, até a Bélgica. A Alemanha atacou através da Bélgica em 1940 e marchou ao redor da Linha Maginot.

#### Década de 1930
O apaziguamento foi cada vez mais adotado à medida que a Alemanha se fortalecia após 1933, pois a França sofria com uma economia estagnada, agitação em suas colônias e acirradas lutas políticas internas. O apaziguamento, diz Martin Thomas, não era uma estratégia diplomática coerente nem uma cópia dos britânicos. A França apaziguou a Itália na questão da Etiópia porque não podia se dar ao luxo de arriscar uma aliança entre a Itália e a Alemanha.
Quando Hitler enviou tropas para a Renânia — a parte da Alemanha onde não eram permitidas tropas — nem Paris nem Londres arriscaram a guerra, e nada foi feito.
O apaziguamento da Alemanha, em cooperação com a Grã-Bretanha, foi a política após 1936, enquanto a França buscava a paz mesmo diante das crescentes demandas de Hitler. Édouard Daladier se recusou a entrar em guerra contra a Alemanha e a Itália sem o apoio britânico, pois Neville Chamberlain queria salvar a paz usando o Acordo de Munique em 1938. A aliança militar da França com a Tchecoslováquia foi sacrificada a pedido de Hitler quando a França e a Grã-Bretanha concordaram com seus termos em Munique em 1938.
O governo Blum juntou-se à Grã-Bretanha no estabelecimento de um embargo de armas durante a Guerra Civil Espanhola (1936-1939). Blum rejeitou o apoio aos republicanos espanhóis por temer que a guerra civil pudesse se espalhar para a França profundamente dividida. À medida que a causa republicana vacilava na Espanha, Blum secretamente forneceu armas, fundos e santuários à causa republicana. O apoio financeiro em cooperação militar com a Polônia também era uma política. O governo nacionalizou fornecedores de armas e aumentou drasticamente seu programa de rearmamento do exército francês em uma tentativa de alcançar os alemães de última hora.
A política externa francesa nas décadas de 1920 e 1930 visava construir alianças militares com pequenas nações da Europa Oriental para conter a ameaça de ataques alemães. Paris via a Romênia como uma parceira ideal nessa empreitada, especialmente de 1926 a 1939. Durante a Segunda Guerra Mundial, a aliança fracassou. A Romênia foi inicialmente neutra e, depois que a Alemanha derrotou a França em 1940 e a União Soviética anexou a Bucovina do Norte e toda a Bessarábia, alinhou-se com a Alemanha. O principal dispositivo usado pela França foi a venda de armas para fortalecer a Romênia e garantir sua boa vontade. As promessas militares francesas eram vagas e não confiáveis após a rendição da Tchecoslováquia em Munique em 1938. Em 1938, a França precisava de todas as armas que pudesse produzir. Enquanto isso, a Alemanha estava mais bem posicionada para construir laços econômicos fortes. Em 1938-1939, a França fez um último esforço para garantir as fronteiras romenas porque calculou que a Alemanha precisava do petróleo romeno, mas a Romênia decidiu que a guerra com a Alemanha seria inútil e, por isso, mudou para Berlim.

### Fascismo
O fascismo é uma forma de nacionalismo autoritário radical na Europa logo após a Primeira Guerra Mundial. Dominou a Itália (1923-1943) e a Alemanha nazista (1933-1945) e desempenhou um papel em outros países. Era baseado em grupos locais fortemente organizados, todos controlados de cima. Opôs-se violentamente ao liberalismo, ao marxismo e ao anarquismo e tentou controlar todos os aspectos da sociedade. A política externa militarista e agressiva. A Itália fascista e a Alemanha nazista foram aliadas críticas na Segunda Guerra Mundial. O Japão, com um governo autoritário que não tinha uma base popular bem mobilizada, aliou-se a eles para formar o Eixo.
Os fascistas viam a Primeira Guerra Mundial como uma revolução que trouxe mudanças massivas à natureza da guerra, da sociedade, do Estado e da tecnologia. O advento da guerra total e a mobilização total da sociedade romperam a distinção entre civis e combatentes. Surgiu uma "cidadania militar", na qual todos os cidadãos se envolveram com as forças armadas de alguma forma durante a guerra. A guerra resultou na ascensão de um Estado poderoso, capaz de mobilizar milhões de pessoas para servir na linha de frente e fornecer produção econômica e logística para apoiá-las, além de possuir autoridade sem precedentes para intervir na vida dos cidadãos.
Os fascistas argumentam que a democracia liberal é obsoleta e consideram a mobilização completa da sociedade sob um estado totalitário de partido único como necessária para preparar uma nação para o conflito armado e responder eficazmente às dificuldades econômicas. Partidos, organizações ou publicações de oposição não são tolerados. Tal estado é liderado por um líder forte — como um ditador em seu partido fascista — para forjar a unidade nacional e manter uma sociedade estável e ordenada, sem dissidência. O fascismo rejeita afirmações de que a violência é automaticamente negativa por natureza e vê a violência política e a guerra como ferramentas que podem alcançar o rejuvenescimento nacional.
Hitler remilitarizou o distrito da Renânia, na Alemanha, em 1936, desafiando o Tratado de Versalhes, que determinava que nenhuma tropa seria estacionada ali. A França e a Grã-Bretanha não fizeram nada. Hitler descobriu que ameaças e movimentos ousados deram resultado, e ele intensificou as exigências contra a Áustria, a Tchecoslováquia e a Polônia. Finalmente, a Grã-Bretanha e a França declararam guerra após sua invasão da Polônia em setembro de 1939. A Segunda Guerra Mundial havia começado.

### Alemanha
A Alemanha, despojada de suas colônias ultramarinas, de suas regiões polonesas no leste e da Alsácia-Lorena no oeste, tornou-se uma república em 1919. Estava comprometida com a democracia e a modernidade, mas enfrentou desafios internos da extrema esquerda e da extrema direita, além de pressões externas da França.

#### Alemanha de Weimar (1919–1933)
Em novembro de 1918, o Kaiser e a aristocracia foram derrubados. Friedrich Ebert, líder dos Socialistas (o Partido Social-Democrata da Alemanha ou SPD), tornou-se Chanceler da Alemanha, servindo até sua morte em 1923. Sua facção moderada do SPD expulsou o elemento radical liderado por Karl Liebknecht e Rosa Luxemburgo. Eles formaram um Partido Comunista, buscando a derrubada violenta do governo em nome da classe trabalhadora. Em janeiro de 1919, os comunistas lideraram a revolta espartaquista em Berlim, Bremen, Braunschweig e no Ruhr. O Exército foi em grande parte desmobilizado, mas muitos veteranos se voluntariaram para formar Freikorps ("corpos livres") que apoiaram Ebert e seu ministro da defesa, Gustav Noske. Eles facilmente esmagaram as revoltas mal organizadas. Liebknecht e Luxemburgo foram mortos, levando a uma ruptura permanente entre socialistas e comunistas que nunca foi curada. Na Baviera, uma revolta comunista criou a efêmera República Socialista da Baviera em 6 de abril de 1919. Foi suprimida pelo Exército e pelos Freikorps no mês seguinte.

##### Reparações
O Tratado de Versalhes exigia que a Alemanha pagasse reparações pelos danos causados durante a guerra. A Alemanha tentou que a obrigação fosse revista em baixa, mas a França usou a força militar e ocupou áreas industriais alemãs, tornando as reparações o "principal campo de batalha da era pós-guerra" e "o foco da luta pelo poder entre a França e a Alemanha sobre se o Tratado de Versalhes deveria ser aplicado ou revisto".
O Tratado de Versalhes e a Lista de Pagamentos de Londres de 1921 exigiram que a Alemanha pagasse 132 bilhões de marcos-ouro (US$33 bilhões) em reparações para cobrir os danos civis causados durante a guerra. Esse valor foi dividido em três categorias de títulos: A, B e C. Destes, a Alemanha só foi obrigada a pagar os títulos "A" e "B", totalizando 50 bilhões de marcos (US$12,5 bilhões). Os títulos "C" restantes, que a Alemanha não precisou pagar, foram projetados para enganar o público anglo-francês, fazendo-o acreditar que a Alemanha estava sendo pesadamente multada e punida pela guerra.
Devido à escassez de pagamentos de reparações por parte da Alemanha, a França ocupou o Ruhr em 1923 para impor os pagamentos, causando uma crise internacional. Foi resolvida pela intervenção internacional na forma do Plano Dawes em 1924. Entre muitas outras coisas, ele forneceu um empréstimo para ajudar a estabilizar a moeda da Alemanha e reduziu os pagamentos anuais de reparações. Isso permitiu que a Alemanha tomasse empréstimos de bancos americanos, o que lhe permitiu cumprir com seus pagamentos de reparações. Em 1928, o Plano Dawes foi substituído pelo Plano Young, que estabeleceu os requisitos de reparação alemães em 112 bilhões de marcos (US$26,3 bilhões) e criou um cronograma de pagamentos que veria a Alemanha completar os pagamentos até 1988. Como resultado do severo impacto da Grande Depressão na economia alemã, as reparações foram suspensas por um ano em 1931. Um tratado para reduzir ainda mais as reparações foi acordado na Conferência de Lausanne de 1932, mas não foi ratificado pelos países envolvidos e os pagamentos não foram reiniciados. Entre 1919 e 1932, a Alemanha pagou cerca de 36,1 bilhões de marcos em reparações. Após 1953, a Alemanha Ocidental pagou todo o saldo restante.
O povo alemão via as reparações como uma humilhação nacional; o governo alemão trabalhou para minar a validade do Tratado de Versalhes e a exigência de pagamento. O economista britânico John Maynard Keynes chamou o tratado de uma paz cartaginesa que destruiria economicamente a Alemanha. Seus argumentos tiveram um profundo efeito sobre historiadores, políticos e o público em geral na Grã-Bretanha e em outros lugares. Apesar dos argumentos de Keynes e daqueles de historiadores posteriores que apoiaram ou reforçaram suas opiniões, o consenso dos historiadores contemporâneos é que as reparações não eram tão intoleráveis quanto os alemães ou Keynes haviam sugerido e estavam dentro da capacidade da Alemanha de pagar se houvesse vontade política para fazê-lo.

##### Tratados de Rapallo e Locarno
Além da questão das reparações, a maior prioridade da Alemanha era normalizar suas relações com seus vizinhos. A nova política era se voltar para o leste em busca de uma nova amizade com a União Soviética comunista. Em 1922, eles assinaram o Tratado de Rapallo. Os soviéticos foram reconhecidos pela primeira vez; isso abriu caminho para o comércio em grande escala. Moscou secretamente permitiu que a Alemanha treinasse soldados e aviadores em troca de dar tecnologia militar à Rússia.

#### Alemanha Nazista (1933–1945)
Hitler e os seus nazistas transformaram a Alemanha numa ditadura com uma perspectiva altamente hostil em relação ao Tratado de Versalhes e aos judeus. Resolveram a sua crise de desemprego através de elevados gastos militares.
As táticas diplomáticas de Hitler eram fazer exigências aparentemente razoáveis e, em seguida, ameaçar com a guerra se elas não fossem atendidas; concessões foram feitas, ele as aceitou e passou para uma nova exigência. Quando os oponentes tentaram apaziguá-lo, ele aceitou os ganhos que foram oferecidos e então passou para o próximo alvo. Essa estratégia agressiva funcionou quando a Alemanha se retirou da Liga das Nações (1933), rejeitou o Tratado de Versalhes e começou a se rearmar (1935) com o Acordo Naval Anglo-Alemão, reconquistou o Sarre (1935), remilitarizou a Renânia (1936), formou uma aliança ("eixo") com a Itália de Mussolini (1936), enviou ajuda militar maciça a Franco na Guerra Civil Espanhola (1936-1939), tomou a Áustria (1938), assumiu o controle da Tchecoslováquia após o apaziguamento britânico e francês do Acordo de Munique de 1938, formou um pacto de paz com a Rússia de Stalin em agosto de 1939 e finalmente invadiu a Polônia em setembro de 1939.

##### 1933–1935
Hitler e os principais nazistas tinham pouca experiência diplomática antes de chegarem ao poder em janeiro de 1933, e avançaram lentamente nessa área, concentrando-se na tomada total dos centros de poder dentro da Alemanha. O primeiro movimento externo foi paralisar uma conferência sobre desarmamento que estava em andamento em Genebra, rejeitando as limitações de tropas. Os alemães insistiram que as tropas de assalto nazistas não deveriam ser contabilizadas em nenhum sistema de cotas. Embora Grã-Bretanha, França, Itália e Estados Unidos estivessem prontos para congelar os armamentos por quatro anos, os alemães insistiram em ter "armas defensivas" imediatamente.
A Alemanha abandonou a conferência de desarmamento e a Liga em outubro de 1933, mas mesmo assim poucos líderes europeus (além de Winston Churchill) viam Hitler como um inimigo ou uma ameaça à paz. Por exemplo, Eric Phipps, o embaixador britânico de 1933 a 1937, promoveu avidamente políticas, mais tarde conhecidas como apaziguamento. Ele acreditava que a Liga das Nações era a chave para evitar a próxima guerra e tentou alistar os franceses nos esforços para fazer os alemães cooperarem. Mussolini também estava ansioso para cooperar com Hitler e conseguiu obter a assinatura alemã no Pacto das Quatro Potências, entre a Grã-Bretanha, a França, a Itália e a Alemanha. O Pacto falhou e, depois que Hitler visitou Mussolini em Roma, eles tiveram uma desavença sobre as intenções alemãs de assumir a Áustria. A Grã-Bretanha e a França tentaram, pelos próximos anos, atrair mais a Itália para o seu lado do que para o da Alemanha. Em janeiro de 1934, a Alemanha assinou um pacto de não agressão com a Polônia, que interrompeu a rede francesa de alianças antigermânicas na Europa Oriental. Em março de 1935, Hitler denunciou a exigência de desarmamento alemão contida no Tratado de Versalhes de 1919. A Alemanha e a Grã-Bretanha chegaram a um acordo em junho de 1935, no Acordo Naval Anglo-Alemão. A Alemanha prometeu limitar sua expansão naval a 35 por cento da britânica, criando assim uma cisão entre a Grã-Bretanha e a França.
Os americanos tinham uma atitude profundamente negativa em relação a Hitler e aos nazistas, e as relações se deterioraram constantemente devido a disputas comerciais, manifestações antijudaicas e rearmamento. Washington decidiu que a política externa alemã refletia principalmente dois fatores: seus problemas econômicos internos e os sonhos expansionistas de Hitler. Enquanto isso, o novo governo Roosevelt abriu relações com a União Soviética com base na détente, juntamente com a promessa de que não haveria espionagem.

### Europa Oriental
Um resultado importante da Primeira Guerra Mundial foi a dissolução dos impérios russo, austro-húngaro e otomano, bem como perdas parciais para o Império Alemão. Uma onda de nacionalismo étnico criou uma série de novos estados na Europa Oriental, validados pelo Tratado de Versalhes de 1919. Ucrânia, Bielorrússia, Geórgia, Armênia e Azerbaijão tentaram fazer o mesmo, mas foram posteriormente retomados pelos bolcheviques na Rússia. A Tchecoslováquia e a Iugoslávia tornaram-se nações inteiramente novas. A Áustria e a Hungria sobreviveram com territórios muito menores com base em suas populações centrais alemã e húngara.
A Polônia foi reconstituída após as partições da década de 1790 a terem dividido entre Alemanha, Áustria e Rússia. Romênia, Bulgária e Albânia sobreviveram à queda, mas suas fronteiras foram ajustadas. Todos os países eram fortemente rurais, com pouca indústria e apenas alguns centros urbanos. O nacionalismo era a força dominante, mas a maioria dos países tinha minorias étnicas ou religiosas que se sentiam ameaçadas por elementos majoritários. Quase todos se tornaram democráticos na década de 1920, mas todos eles (exceto Tchecoslováquia e Finlândia) desistiram da democracia durante os anos de depressão da década de 1930, em favor de estados autocráticos, de homem forte ou de partido único. Os novos estados foram incapazes de formar alianças militares estáveis e, um por um, ficaram fracos demais para se opor à Alemanha nazista ou à União Soviética, que os assumiu entre 1938 e 1945.

#### Estados bálticos
Estônia, Letônia e Lituânia se separaram com sucesso da Rússia em 1918-1920 e se tornaram países independentes. Os radicais bolcheviques inicialmente detiveram o poder, especialmente na Letônia, mas foram substituídos durante a década de 1920 por coalizões políticas conservadoras baseadas no nacionalismo étnico. A população no início da década de 1920 variou de 1,1 milhão na Estônia e 1,8 milhão na Letônia a 2,2 milhões na Lituânia. As minorias compreendiam 12% da população da Estônia, 27% na Letônia e 20% na Lituânia. Cada uma era fortemente rural, especialmente a Lituânia. Cada uma privilegiava sua principal maioria étnica e sua língua e religião. Todos eles tiveram que lidar com um mosaico de minorias: alemães, judeus, bielorrussos, russos e poloneses. As minorias tinham línguas, religiões e culturas diferentes. Os alemães geralmente eram os principais proprietários de terras. Houve tentativas externas de incitar movimentos separatistas, com pouco sucesso. Os governos bálticos limitaram os direitos e privilégios das minorias, mas estas tiveram solidariedade suficiente para resistir à assimilação. Estas tentativas causaram uma reação internacional desfavorável. A tomada de Vilnius pela Polónia indignou os lituanos e tornou impossível qualquer coordenação ou cooperação diplomática entre os três países.
Todos os três sobreviveram até 1939-1940, quando foram tomados pela União Soviética e a liderança local foi suprimida, executada ou exilada. Os alemães invadiram em 1941 e foram expulsos em 1944. Após expurgos adicionais, um grande número de russos foi reassentado na Estônia e na Letônia, e um número menor na Lituânia.

#### Grécia

As tropas gregas ocuparam a área de Esmirna e também áreas ao norte de Constantinopla

Na Grécia, palco de várias guerras revanchistas nos anos anteriores à Primeira Guerra Mundial, as lealdades internacionais divididas da elite política chegaram a um ponto crítico devido à entrada na Guerra Mundial contra seu inimigo histórico, o Império Otomano. Durante o que ficou conhecido como Cisma Nacional, um movimento pró-britânico, liberal e nacionalista liderado por Elefthérios Venizélos lutou com o monarca conservador e pró-alemão Constantino I pelo poder.
Tropas gregas tomaram Esmirna e um grande setor da Anatónia ocidental em 1919. Eles tinham apoio britânico. Em 1920, o governo otomano concordou com o Tratado de Sèvres; ele estipulava que em cinco anos um plebiscito seria realizado em Esmirna sobre se a região se juntaria à Grécia. No entanto, nacionalistas turcos, liderados por Mustafa Kemal Atatürk, derrubaram o governo otomano e tentaram expulsar os gregos na Guerra Greco-Turca (1919-1922). Uma grande ofensiva grega foi interrompida em 1921, e em 1922 as tropas gregas estavam em retirada. As forças turcas recapturaram Esmirna e expulsaram todas as forças gregas. A guerra com a Turquia terminou com um acordo para organizar uma troca étnica massiva, com 1,1 milhões de cristãos gregos étnicos que viviam no que era agora a Turquia (e talvez não pudessem falar grego) a regressarem à Grécia, e 380.000 muçulmanos a mudarem-se para a Turquia.

#### Hungria
No caos de 1919, os comunistas húngaros, encorajados por Moscou, derrubaram o governo e estabeleceram a República Soviética Húngara em 21 de março de 1919. Béla Kun era oficialmente o ministro das Relações Exteriores, mas na prática era o novo líder. Seu regime nacionalizou a indústria e as finanças, mas cometeu o erro de não redistribuir terras aos camponeses. O plano era estabelecer fazendas coletivas de grande escala administradas pela antiga classe de proprietários de terras. A dissidência cresceu, mas foi violentamente suprimida no Terror Vermelho. A Hungria logo entrou em guerra com a Romênia e a Tchecoslováquia, ambas auxiliadas pela França, e o regime entrou em colapso em agosto de 1919. Os contrarrevolucionários "brancos", enraizados na classe proprietária de terras, chegaram ao poder sob o almirante Miklós Horthy, um governante autoritário de 1920 até sua prisão em 1944. Eles usaram a força para suprimir os remanescentes dos revolucionários.
No Tratado de Trianon de 1920, a Hungria perdeu grande parte de seu território e recursos históricos, com muitos húngaros étnicos agora localizados em outros países. Os húngaros étnicos queriam a restauração de seu status. Os húngaros retidos em outros lugares formaram organizações para manter sua identidade, como o Círculo Escoteiro de São Jorge da Tchecoslováquia (mais tarde chamado de "Sarló") e a Juventude Transilvânica da Romênia (Erdélyi Fiatalok). Um resultado foi a proximidade com a Itália fascista e a Alemanha nazista, que prometeram restaurar os territórios perdidos.

#### Aliança fracassada franco-britânica com Moscou
Após a ocupação alemã de Praga em março de 1939, em violação ao Acordo de Munique, o governo Chamberlain na Grã-Bretanha buscou apoio soviético e francês para uma Frente de Paz. O objetivo era impedir novas agressões nazistas, garantindo a independência da Polônia e da Romênia. No entanto, Stalin recusou-se a prometer apoio soviético a essas garantias, a menos que a Grã-Bretanha e a França concluíssem primeiro uma aliança militar com a URSS. Em Londres, o gabinete decidiu buscar tal aliança. No entanto, os negociadores ocidentais em Moscou, em agosto de 1939, não demonstraram urgência. As negociações foram mal conduzidas e em ritmo lento por diplomatas com pouca autoridade, como William Strang, um subsecretário assistente. Stalin também insistiu em garantias britânicas e francesas à Finlândia, aos Estados Bálticos, à Polônia e à Romênia contra agressões alemãs indiretas. Esses países, no entanto, ficaram temerosos de que Moscou quisesse controlá-los. Embora Hitler estivesse aumentando as ameaças contra a Polônia, recusou-se, em qualquer circunstância, a permitir que tropas soviéticas cruzassem suas fronteiras. O historiador Michael Jabara Carley argumenta que os britânicos estavam muito comprometidos com o anticomunismo para confiar em Stalin. Enquanto isso, Stalin negociava secretamente com os alemães. Hitler o atraía para um acordo muito melhor – o controle da maior parte da Europa Oriental – e decidiu assinar o Pacto Molotov-Ribbentrop.

### União Soviética

#### Intervenção aliada na Rússia 1918–1920
França, Grã-Bretanha, Japão e Estados Unidos lideraram uma intervenção armada na Rússia durante o último ano da Primeira Guerra Mundial e da Guerra Civil Russa . Os objetivos eram bloquear os avanços alemães e, em seguida, ajudar a Legião Tchecoslovaca a garantir suprimentos de munições e armamentos nos portos russos. Às vezes, entre 1918 e 1920, a Legião Tchecoslovaca controlava toda a Ferrovia Transiberiana e várias cidades importantes na Sibéria. Em 1919, o objetivo era ajudar as forças brancas na Guerra Civil Russa. Quando os brancos entraram em colapso, as forças foram retiradas em 1920 (ou 1922 no caso do Japão). O governo soviético, até seu colapso em 1991, fez do episódio uma característica de sua propaganda antiocidental. Tropas aliadas também desembarcaram em Arkhangelsk e em Vladivostok como parte da Intervenção do Norte da Rússia.
Os esforços dos Aliados foram prejudicados por objetivos divididos e pelo cansaço da guerra resultante da Segunda Guerra Mundial. Esses fatores, juntamente com a evacuação da Legião Tchecoslovaca em setembro de 1920, obrigaram as potências Aliadas a encerrar as intervenções no Norte da Rússia e na Sibéria em 1920, embora a intervenção japonesa na Sibéria tenha continuado até 1922 e o Japão tenha continuado a ocupar a metade norte da ilha de Sacalina até 1925.
O historiador John Thompson argumenta que, embora a intervenção não tenha conseguido deter a revolução bolchevique na Rússia, impediu a sua propagação à Europa Central: 
| “ | No entanto, obteve sucesso e envolveu tão completamente as forças do expansionismo revolucionário que os países da Europa Oriental e Central devastados pela guerra, potencialmente mais suscetíveis ao contágio bolchevique, conseguiram recuperar equilíbrio social e econômico suficiente para resistir ao bolchevismo. A tentativa intervencionista deixou um legado nefasto de medo e desconfiança nas relações futuras entre a Rússia e as outras grandes potências, e fortaleceu a posição daqueles na liderança bolchevique que se esforçavam para impor a unidade monolítica e a obediência inquestionável ao povo russo. | ” |

#### Política externa soviética
A política externa soviética passou por uma série de etapas. A primeira etapa, do final de 1917 até 1922, envolveu a derrota de intervenções estrangeiras e uma Guerra Civil interna. Os soviéticos mantiveram o controle sobre grande parte do antigo Império Russo e recuperaram o controle sobre as repúblicas da Transcaucásia. Eles perderam a Finlândia, a Polônia e os países bálticos, que permaneceram independentes até a Segunda Guerra Mundial. Eles recuperaram o controle da metade oriental da Ucrânia em 1921, após uma curta guerra com a Polônia. Houve uma curta guerra em 1919-20 com a Romênia. Entusiasmados com a vitória, Lenin, Trotsky e os outros líderes em Moscou estavam convencidos de que representavam a onda do futuro e que, com uma pequena ajuda fornecida pela Internacional Comunista (Comintern), liderada por Grigory Zinoviev, eles poderiam desencadear revoluções anticapitalistas em todo o mundo. No entanto, todas as intervenções foram fracassos. Na maioria dos casos, os insurgentes foram rapidamente derrotados pelas forças nacionais estabelecidas. Uma coalizão comunista-socialista chegou ao poder na Hungria, com o comunista Béla Kun tornando-se o ditador. Os romenos invadiram e derrubaram seu regime no início de agosto de 1919. Em Berlim, as forças comunistas sob a bandeira vermelha espartaquista lideraram revoltas em Berlim, Munique e no Ruhr, que foram rapidamente esmagadas pelo exército em questão de dias.
A longa série de derrotas produziu um cordão sanitário ou cadeia de estados-tampão. A URSS havia se tornado um estado pária e o segundo estágio era contornar essa má reputação. Seu tamanho e importância econômica facilitaram a realização de acordos comerciais (que não incluíam reconhecimento diplomático oficial) com a Grã-Bretanha, Itália, Áustria, Alemanha e Noruega em 1921. O Tratado de Rapallo, de 1922, com a Alemanha — outro estado pária — abriu o comércio e o reconhecimento. Ele secretamente permitiu treinamento militar em larga escala para as forças alemãs em instalações militares soviéticas ocultas. A Nova Política Econômica (1921-1928) permitiu um capitalismo limitado na URSS e levou a convites para corporações estrangeiras fazerem negócios. Henry Ford e seus especialistas vieram de Detroit e construíram fábricas modernas na GAZ; Ford estava convencido de que o comércio contribuía para a paz.

#### Josef Stalin
Lenin ficou incapacitado em 1922 e morreu em 1924. Josef Stalin gradualmente assumiu o poder e rejeitou o objetivo de patrocinar levantes comunistas. Em 1924, veio o reconhecimento da Grã-Bretanha, Itália, França e Japão. Stalin destituiu Zinoniev e expurgou Trotsky e seus aliados linha-dura que pregavam a revolução mundial. A primeira prioridade, disse Stalin, estava expressa no slogan oficial: "Socialismo em um só país". Em 1928, o experimento da NEP com o capitalismo foi encerrado.
A Grã-Bretanha reconheceu formalmente a URSS em 1 de fevereiro de 1924. No entanto, a carta falsa de Zinoviev foi acreditada na Grã-Bretanha e causou um arrepio. As relações diplomáticas foram rompidas no final de maio de 1927, depois que o primeiro-ministro Stanley Baldwin apresentou à Câmara dos Comuns telegramas soviéticos decifrados que provavam as atividades de espionagem soviética. Em 1929, o novo governo trabalhista estabeleceu com sucesso relações diplomáticas permanentes.
No Sexto Congresso Mundial da Internacional Comunista, em 1928, Stalin emitiu ordens para que partidos comunistas em todo o mundo jamais pudessem cooperar com socialistas ou outros partidos de esquerda — todos eram "social-fascistas" e tão malignos quanto os capitalistas, pois eram inimigos do proletariado. Os comunistas se infiltraram e tentaram tomar o controle dos sindicatos, e os socialistas reagiram com todas as suas forças.
Em um retorno às relações normais com os estados vizinhos, em 1932, Stalin assinou tratados de não agressão com os estados do cordão sanitário da Polônia, Estônia, Letônia, Finlândia e França. A URSS ingressou na Liga das Nações em 1934. Os Estados Unidos foram o último grande país a reconhecer o estado soviético. O reconhecimento em 1933 foi popular nos EUA; os empresários planejaram o comércio em grande escala, mas isso nunca se materializou.

#### Frente Popular
Os comunistas e os partidos de esquerda estavam cada vez mais ameaçados pelo crescimento do movimento nazista. Hitler chegou ao poder em janeiro de 1933 e rapidamente consolidou seu controle sobre a Alemanha, destruiu os movimentos comunista e socialista no país e rejeitou as restrições impostas pelo Tratado de Versalhes. Em 1934, Stalin reverteu sua decisão de 1928 de atacar os socialistas e apresentou seu novo plano: a "frente popular". Era uma coalizão de partidos antifascistas, geralmente organizada pelos comunistas locais, agindo sob instruções do Comintern. A nova política era trabalhar com todos os partidos de esquerda e centro em uma coalizão multipartidária contra o fascismo e a Alemanha nazista em particular. O novo slogan era: "A Frente Popular Contra o Fascismo e a Guerra". Sob essa política, os partidos comunistas foram instruídos a formar amplas alianças com todos os partidos antifascistas com o objetivo de garantir o avanço social em casa e uma aliança militar com a URSS para isolar as ditaduras fascistas. As "Frentes Populares" assim formadas provaram ser bem-sucedidas apenas em alguns países, e apenas por alguns anos cada, formando o governo na França, Chile e Espanha, e também na China. Não foi um sucesso político em nenhum outro lugar. A abordagem da Frente Popular desempenhou um papel importante nos movimentos de resistência na França e em outros países conquistados pela Alemanha depois de 1939. No período pós-guerra, teve até alguma influência na política francesa e italiana.

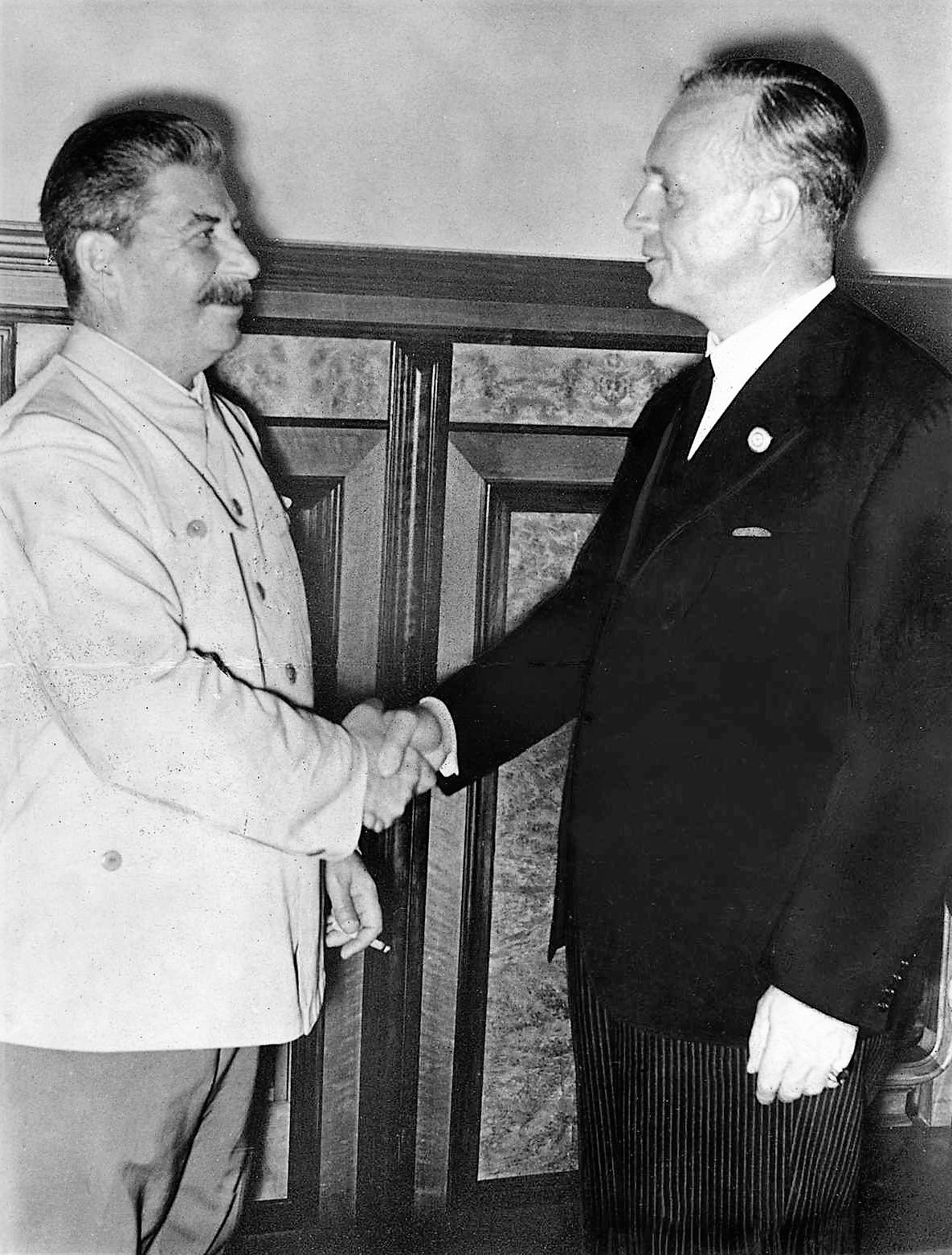
Stalin e Ribbentrop apertando as mãos após a assinatura do pacto em Moscou, em agosto de 1939

Em 1938-1939, a União Soviética tentou formar fortes alianças militares com os inimigos da Alemanha, incluindo a França e a Grã-Bretanha. O esforço fracassou, e a última etapa se desenrolou para espanto do mundo: Stalin e Hitler chegaram a um acordo. O historiador François Furet afirma: "O pacto assinado em Moscou por Ribbentrop e Molotov em 23 de agosto de 1939 inaugurou a aliança entre a URSS e a Alemanha Nazista. Foi apresentado como uma aliança e não apenas como um pacto de não agressão." Os pactos secretos concordavam com a divisão mútua da Polônia e a divisão da Europa Oriental, com a URSS assumindo o controle dos Estados Bálticos. A URSS ajudou a fornecer petróleo e munições à Alemanha enquanto seus exércitos avançavam pela Europa Ocidental em maio-junho de 1940. Apesar dos repetidos avisos, Stalin se recusou a acreditar que Hitler estivesse planejando uma guerra total contra a URSS. Ela ocorreu em junho de 1941.

#### Ucrânia
A Ucrânia era uma mistura étnica complexa, composta por ucranianos, russos, judeus, poloneses e outras minorias, e carecia de um forte senso de nacionalismo. As elites sociais, políticas, culturais e econômicas estavam baseadas nas principais cidades, defendiam o nacionalismo russo e eram geralmente indiferentes ou hostis ao nacionalismo ucraniano. Os camponeses, por outro lado, eram fortemente a favor da independência para redistribuir a terra. A Ucrânia tentou se libertar da Rússia após a revolução de fevereiro de 1917 em São Petersburgo. A liderança era jovem, ideológica, hostil ao capitalismo e aos latifundiários e inexperiente. Não percebeu a necessidade de um exército forte — rejeitou uma força de 40.000 soldados treinados por considerá-la desnecessária — nem a necessidade de construir infraestrutura e apoio público nas áreas rurais.
Potências externas agiram com visões completamente diferentes para a Ucrânia. Os britânicos ridicularizaram as pretensões da nova nação. Os russos brancos, unidos apenas por sua oposição ao bolchevismo, queriam restaurar a Ucrânia como uma província russa. Os bolcheviques russos não acreditavam no nacionalismo e invadiram a Ucrânia duas vezes em tentativas fracassadas de tomar o controle e coletivizar as fazendas; eles tiveram sucesso na terceira vez em 1920. Os americanos ficaram indignados com os massacres em larga escala de judeus em 1919. A Alemanha apoiou o nacionalismo ucraniano como um contraponto à Rússia, mas seu principal objetivo era obter suprimentos de alimentos urgentemente necessários. A Ucrânia estava muito mal organizada para cumprir os embarques de alimentos prometidos. A Polônia queria a Ucrânia para construir uma população que pudesse se levantar contra a Alemanha. A França queria a Polônia como um forte aliado antialemão e, portanto, apoiou as ambições polonesas. A Polônia tomou a Ucrânia em 1919, mas foi expulsa na Guerra Polaco-Soviética em 1920.
O historiador Paul Kubicek afirma:
| “ | Entre 1917 e 1920, surgiram diversas entidades que aspiravam a se tornar estados ucranianos independentes. Esse período, no entanto, foi extremamente caótico, caracterizado por revoluções, guerras internacionais e civis, e pela ausência de uma autoridade central forte. Muitas facções competiam pelo poder na área que hoje é a Ucrânia, e nem todos os grupos desejavam um estado ucraniano separado. Em última análise, a independência ucraniana durou pouco, pois a maior parte das terras ucranianas foi incorporada à União Soviética e o restante, no oeste da Ucrânia, foi dividido entre Polônia, Tchecoslováquia e Romênia. | ” |

O estudioso canadense Orest Subtelny fornece um contexto do longo período da história europeia:
| “ | Em 1919, o caos total tomou conta da Ucrânia. De fato, na história moderna da Europa, nenhum país experimentou uma anarquia tão completa, conflitos civis acirrados e um colapso total de autoridade como a Ucrânia naquela época. Seis exércitos diferentes — os dos ucranianos, dos bolcheviques, dos brancos, da Entente [francesa], dos poloneses e dos anarquistas — operavam em seu território. Kiev mudou de mãos cinco vezes em menos de um ano. Cidades e regiões foram isoladas umas das outras pelas inúmeras frentes [militares]. As comunicações com o mundo exterior foram interrompidas quase completamente. As cidades famintas esvaziaram-se à medida que as pessoas se mudavam para o campo em busca de comida. | ” |

A Guerra de Independência da Ucrânia de 1917 a 1921 produziu a República Socialista Soviética da Ucrânia (fundida em 1919 a partir da República Popular da Ucrânia e da República Popular da Ucrânia Ocidental), que se juntou à União Soviética em 1922.

### Guerra Civil Espanhola
A Guerra Civil Espanhola expôs divisões políticas por toda a Europa. A direita e os católicos apoiaram os nacionalistas como forma de impedir a expansão do bolchevismo. À esquerda, incluindo sindicatos, estudantes e intelectuais, a guerra representou uma batalha necessária para impedir a disseminação do fascismo e apoiar a causa dos republicanos espanhóis. O sentimento anti-guerra e pacifista era forte em muitos países, levando a alertas de que a Guerra Civil tinha o potencial de se transformar em uma segunda guerra mundial. Nesse sentido, a guerra foi um indicador da crescente instabilidade em toda a Europa.
A Guerra Civil Espanhola envolveu dezenas de milhares de forasteiros da direita e da esquerda que vieram lutar. A Itália enviou regimentos de infantaria; a Alemanha enviou a sua força aérea.
Elementos comunistas ao redor do mundo, trabalhando através de colaborações da Frente Popular com partidos antifascistas, mas supervisionados por Moscou, enviaram voluntários para as "Brigadas Internacionais". A maioria desses voluntários eram membros do partido comunista, normalmente com uma dedicação de seu tempo, energia e vidas a uma causa idealista. Muitos escritores e intelectuais da esquerda se envolveram, incluindo Ernest Hemingway, que apoiou a causa republicana, e George Orwell, que mudou de posição e se tornou fortemente anticomunista. Moscou também enviou um grupo de agentes de sua força policial secreta, NKVD e GUM. Sua missão era impor a solidariedade e a linha do partido, e identificar e executar anarquistas de esquerda cuja agenda ameaçava a linha stalinista. O governo espanhol em 1937 enviou todo o seu suprimento de ouro (no valor de mais de US$ 500 milhões na época) para Moscou para custódia. Isso deu a Stalin vantagem sobre o governo espanhol, pois ele controlava os pagamentos de todas as vendas de armas para a Espanha. O ouro nunca foi devolvido.
A Grã-Bretanha e a França lideraram uma coalizão de 27 nações que prometeu não intervir na Guerra Civil Espanhola, incluindo um embargo a todas as armas para a Espanha. Os Estados Unidos concordaram extraoficialmente. Alemanha, Itália e União Soviética assinaram oficialmente, mas ignoraram o embargo. A tentativa de suprimir a importação de materiais foi amplamente ineficaz, no entanto, e a França, em especial, facilitou grandes remessas para as tropas republicanas. A Liga das Nações não tentou agir.
À medida que a Guerra Civil Espanhola progredia, a maioria dos governos mantinha relações diplomáticas com os republicanos, mas à medida que a vitória iminente dos nacionalistas se tornava aparente, as democracias ocidentais tiveram que reajustar rapidamente sua diplomacia para evitar uma fidelidade permanente do novo governo espanhol às eventuais potências do Eixo. O governo francês, anteriormente um simpatizante provisório da causa republicana, formou o Acordo Bérard-Jordana com os nacionalistas espanhóis em 25 de fevereiro de 1939, reconhecendo formalmente o governo de Franco como o governo legítimo da Espanha. Philippe Pétain, o eventual líder da França de Vichy, tornou-se embaixador da França na Espanha franquista. O governo britânico reconheceu o governo de Franco no mesmo dia, e o governo dos Estados Unidos seguiu o exemplo em 7 de abril de 1939. O governo de Franco manteve uma postura ambígua entre as democracias ocidentais e os fascistas europeus e aderiu ao Pacto Anti-Comintern Alemão-Japonês em 24 de março de 1939. No entanto, o governo espanhol, desencorajado pela cooperação germano-soviética no Pacto Molotov-Ribbentrop em agosto de 1939, acabou recusando a adesão aberta às Potências do Eixo e manteve a neutralidade na Segunda Guerra Mundial, embora os voluntários espanhóis fossem autorizados a lutar pela causa do Eixo como parte da 250.ª Divisão de Infantaria Alemã.

## Estados Unidos
Na década de 1920, a política americana era um envolvimento ativo em assuntos internacionais, ignorando a Liga das Nações, criando inúmeros empreendimentos diplomáticos e usando o enorme poder financeiro dos Estados Unidos para ditar grandes questões diplomáticas na Europa. Houve missões de ajuda alimentar humanitária em larga escala durante a guerra na Bélgica e, depois dela, na Alemanha e na Rússia, lideradas por Herbert C. Hoover. Houve também uma grande ajuda ao Japão após o terremoto de 1923.
Os presidentes republicanos, Warren Harding, Calvin Coolidge e Herbert Hoover, evitaram qualquer aliança política com qualquer outra pessoa. Operaram uma intervenção americana em larga escala em questões de reparações e desarmamento, com pouco contato com a Liga das Nações. Jerald Combs relata que seus governos não retornaram de forma alguma ao isolacionismo do século XIX. Os principais líderes republicanos:
| “ | ...incluindo Elihu Root, Charles Evans Hughes e o próprio Hoover, eram progressistas que aceitavam muito do internacionalismo de Wilson... Eles procuraram usar a influência política e o poder económico dos Estados Unidos para incitar os governos europeus a moderar os termos de paz de Versalhes, induzir os europeus a resolverem as suas disputas pacificamente, garantir acordos de desarmamento e fortalecer as economias capitalistas europeias para lhes proporcionar prosperidade e aos seus parceiros comerciais americanos. | ” |

### Rejeição do Tribunal Mundial
Os EUA desempenharam um papel importante na criação do "Tribunal Permanente de Justiça Internacional", conhecido como Tribunal Mundial. Os presidentes Wilson, Harding, Coolidge e Hoover apoiaram a adesão, mas não conseguiram obter uma maioria de 2/3 no Senado para um tratado. Roosevelt também apoiou a adesão, mas não fez dela uma alta prioridade. A oposição foi intensa na questão da perda de soberania, liderada pelos jornais Hearst e pelo Padre Coughlin. Os EUA nunca aderiram. O Tribunal Mundial foi substituído pelo Tribunal Internacional de Justiça em 1945. No entanto, a Emenda Connally de 1944 reservou o direito dos Estados Unidos de se recusarem a cumprir suas decisões. Margaret A. Rague argumenta que isso reduziu a força do Tribunal, desacreditou a imagem da América como defensora do direito internacional e exemplificou os problemas criados pela atribuição de um poder de reserva ao Senado.

### Desarmamento naval

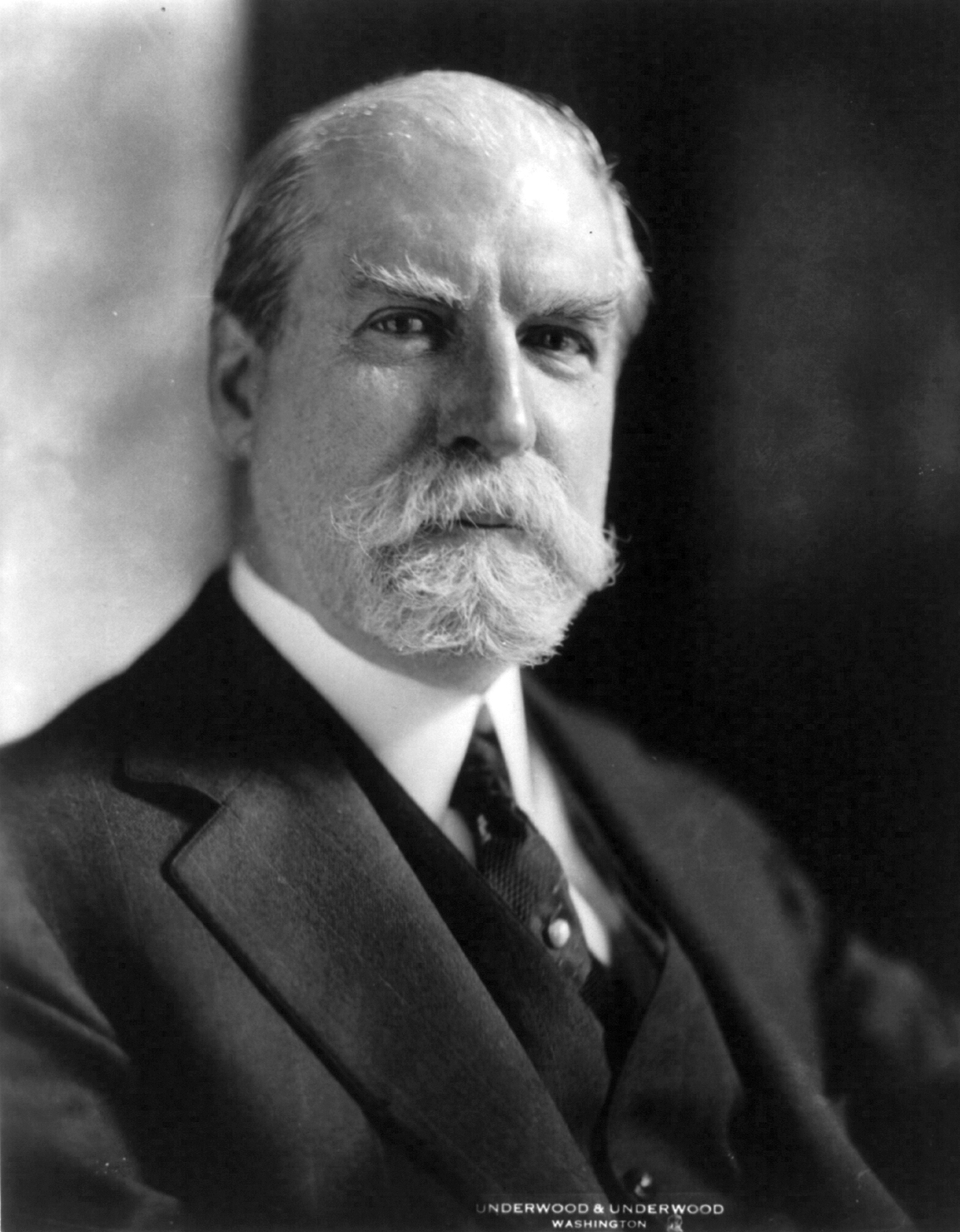
O Secretário de Estado Charles Evans Hughes presidiu a Conferência Naval de Washington em 1921-1922

A Conferência Naval de Washington (seu título formal era "Conferência Internacional sobre Limitação Naval") foi o empreendimento diplomático de maior sucesso da década de 1920. Promovida pelo senador William E. Borah, republicano de Idaho, teve o apoio da Administração Harding. Foi realizada em Washington e presidida pelo Secretário de Estado Charles Evans Hughes de 12 de novembro de 1921 a 6 de fevereiro de 1922. Realizada fora dos auspícios da Liga das Nações, contou com a presença de nove nações — Estados Unidos, Japão, China, França, Grã-Bretanha, Itália, Bélgica, Holanda e Portugal. A URSS e a Alemanha não foram convidadas. Concentrou-se em resolver mal-entendidos ou conflitos relativos a interesses no Oceano Pacífico e no Leste Asiático. A principal conquista foi uma série de acordos de desarmamento naval acordados por todos os participantes, que duraram uma década. Resultou em três tratados importantes: o Tratado das Quatro Potências, o Tratado das Cinco Potências (o Tratado Naval de Washington), o Tratado das Nove Potências e uma série de acordos menores. Esses tratados preservaram a paz durante a década de 1920, mas não foram renovados, pois o cenário mundial tornou-se cada vez mais negativo após 1930.

### Plano Dawes e Plano Young
O Plano Dawes foi uma tentativa de encontrar uma solução para a crise das reparações da Primeira Guerra Mundial, na qual a França exigia que a Alemanha pagasse estritamente de acordo com a Tabela de Pagamentos de Londres. Quando a Alemanha foi declarada inadimplente, as tropas francesas e belgas ocuparam o importante distrito industrial do Ruhr em janeiro de 1923. A Alemanha respondeu com uma política de resistência passiva e apoiou os trabalhadores ociosos imprimindo dinheiro adicional, estimulando o início da hiperinflação. A crise imediata foi resolvida pelo Plano Dawes de 1924, um esforço internacional presidido pelo banqueiro americano Charles G. Dawes. Ele estabeleceu um cronograma escalonado para o pagamento das reparações de guerra pela Alemanha, forneceu um grande empréstimo para estabilizar a moeda alemã e encerrou a ocupação do Ruhr. Resultou em um breve período de recuperação econômica na segunda metade da década de 1920. Em 1928, a Alemanha, a França e os Estados Unidos estavam todos interessados num novo plano de pagamento, levando ao Plano Young de 1929, nomeado em homenagem ao seu presidente, o americano Owen D. Young. Estabeleceu as reparações alemãs em 112 mil milhões de marcos (US$26,3 bilhões)  e criou um calendário que permitiria à Alemanha completar os pagamentos até 1988. Também pretendia permitir à França e à Grã-Bretanha pagar os empréstimos de guerra devidos aos Estados Unidos usando reparações alemãs. Com o início da Grande Depressão, no entanto, o Plano Young ruiu. Em 1932, a administração Hoover convenceu 15 nações a assinarem a suspensão das reparações por um ano, e depois de Adolf Hitler chegar ao poder em 1933, não foram feitos pagamentos adicionais durante 20 anos. Entre 1919 e 1932, a Alemanha pagou menos de 21 milhões de marcos em reparações. Depois de 1953, a Alemanha Ocidental pagou todo o saldo restante.

### Intervenção termina na América Latina
Intervenções militares de pequena escala continuaram após 1921, à medida que a Guerra das Bananas diminuía. O governo Hoover iniciou uma política de boa vontade e retirou todas as forças militares. O presidente Roosevelt anunciou a "Política da Boa Vizinhança", pela qual os Estados Unidos não mais interviriam para promover um bom governo, mas aceitariam quaisquer governos que fossem escolhidos localmente. Seu Secretário de Estado, Cordell Hull, endossou o artigo 8 da Convenção de Montevidéu de 1933 sobre Direitos e Deveres dos Estados; ela prevê que "nenhum estado tem o direito de intervir nos assuntos internos ou externos de outro".
A ameaça emergente da Segunda Guerra Mundial forçou os Estados Unidos a concordar com uma solução de compromisso para os controles mexicanos sobre propriedades comerciais americanas. Os EUA negociaram um acordo com o presidente Manuel Ávila Camacho que equivalia a uma aliança militar.

## América Latina

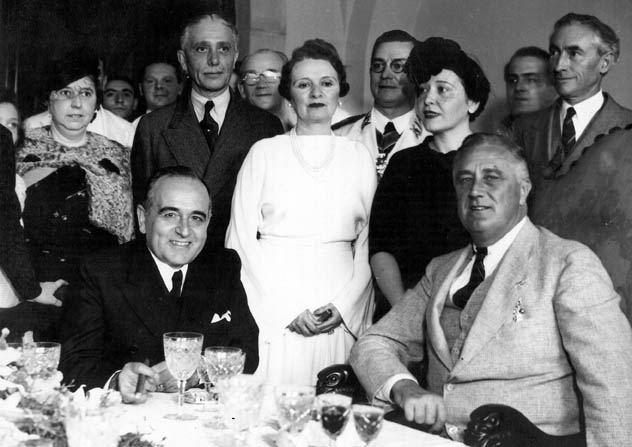
O presidente brasileiro Getúlio Vargas (à esquerda) se encontra com o presidente americano Franklin D. Roosevelt (à direita) em 1936, esperando que um bom relacionamento com os Estados Unidos impedisse um ataque da Argentina.

A principal iniciativa de política externa dos Estados Unidos foi a Política da Boa Vizinhança, que representou um movimento em direção a uma política americana menos intervencionista na América Latina . Desde a década de 1890, os americanos viam essa região como uma esfera de influência americana. As forças americanas foram retiradas do Haiti e novos tratados com Cuba e Panamá puseram fim à sua condição de protetorados americanos. Em dezembro de 1933, Roosevelt assinou a Convenção de Montevidéu sobre os Direitos e Deveres dos Estados, renunciando ao direito de intervir unilateralmente nos assuntos dos países latino-americanos. Os EUA revogaram a Emenda Platt, libertando Cuba da interferência legal e oficial dos Estados Unidos.
A Grande Depressão na América Latina teve um impacto devastador, pois a demanda por suas matérias-primas diminuiu drasticamente, minando o setor crítico de exportação. Chile, Peru e Bolívia foram os mais atingidos. Intelectuais e líderes governamentais na América Latina deram as costas às políticas econômicas mais antigas e se voltaram para a industrialização por substituição de importações. O objetivo era criar economias autossuficientes, que teriam seus próprios setores industriais e grandes classes médias e que seriam imunes aos altos e baixos da economia global. Apesar das ameaças potenciais aos interesses comerciais dos Estados Unidos, o recém-inaugurado governo Roosevelt (1933-1945) entendeu que os Estados Unidos não poderiam se opor totalmente à substituição de importações. Roosevelt implementou uma política de Boa Vizinhança e não bloqueou a nacionalização de algumas empresas americanas na América Latina. O presidente mexicano Lázaro Cárdenas nacionalizou as empresas petrolíferas americanas, das quais criou a Pemex.

### Brasil
No Brasil, o maior país, uma revolução liberal de 1930 derrubou os oligárquicos proprietários de plantações de café e levou ao poder uma classe média urbana com interesses comerciais que promoviam a industrialização e a modernização. A promoção agressiva de novas indústrias reverteu a economia em 1933 e encorajou o apoio de investidores americanos. Os líderes brasileiros nas décadas de 1920 e 1930 decidiram que o objetivo implícito da política externa argentina era isolar o Brasil de língua portuguesa dos vizinhos de língua espanhola, facilitando assim a expansão da influência econômica e política argentina na América do Sul. Pior ainda, era o medo de que um Exército argentino mais poderoso lançasse um ataque surpresa ao Exército brasileiro, mais fraco. Para combater essa ameaça, o Brasil estreitou laços com os Estados Unidos. Enquanto isso, a Argentina se movia na direção oposta. Durante a Segunda Guerra Mundial, o Brasil foi um aliado fiel dos Estados Unidos e enviou suas forças armadas para a Europa. Os Estados Unidos forneceram mais de US$ 100 milhões em subsídios do tipo Lend-Lease, em troca do aluguel gratuito de bases aéreas usadas para transportar soldados e suprimentos americanos através do Atlântico, e de bases navais para operações antissubmarino. Em nítido contraste, a Argentina era oficialmente neutra e, por vezes, favorecia a Alemanha.

### Disputas de fronteira e guerra
Disputas de fronteira em pequena escala eram comuns, mas apenas uma saiu do controle, levando a uma grande guerra: a Guerra do Chaco em 1932-1935. Dois pequenos países, Bolívia (com 2,2 milhões de pessoas) e Paraguai (com apenas 900.000) lutaram batalhas extenuantes pelo controle do Gran Chaco, uma região de fronteira grande, mas há muito negligenciada, onde petróleo havia sido descoberto recentemente. A Bolívia era rica em petróleo, mas precisava de um porto nos rios controlados pelo Paraguai para exportá-lo. A Bolívia usou métodos autoritários para levantar um exército grande e bem equipado. No entanto, seus soldados estavam acostumados a grandes altitudes e ficaram doentes nas selvas baixas do Chaco infestadas de doenças. O Paraguai, empregando oficiais russos emigrados, tinha um planejamento e logística muito melhores e geralmente era mais bem-sucedido militarmente. Cerca de 28.000 soldados e todos foram mortos, mas uma repartição precisa de quem eram os soldados é desconhecida. O Paraguai recebeu cerca de três quartos do território disputado em um tratado de paz mediado pela Argentina e quatro outras nações sul-americanas. Veteranos bolivianos frustrados formaram um partido político, deram um golpe e governaram por três anos até serem derrubados pelo golpe seguinte

## Ásia e África

### Egito
Em dezembro de 1921, as manifestações levaram novamente à violência. Em deferência ao crescente nacionalismo e por sugestão do Alto Comissário, Lord Allenby, o Reino Unido declarou unilateralmente a independência egípcia em 28 de fevereiro de 1922. A Grã-Bretanha, no entanto, continuou no controle do que foi renomeado Reino do Egito. A Grã-Bretanha guiou o rei e manteve o controle da Zona do Canal, do Sudão e dos assuntos externos e militares do Egito. O rei Fuade morreu em 1936 e o rei Faruque herdou o trono aos dezesseis anos. Alarmado pela Segunda Guerra Ítalo-Abissínia, quando a Itália invadiu a Etiópia, ele assinou o Tratado Anglo-Egípcio, exigindo que a Grã-Bretanha retirasse todas as tropas do Egito até 1949, exceto no Canal de Suez. Durante a Segunda Guerra Mundial, as tropas britânicas usaram o Egito como sua base principal para todas as operações aliadas em toda a região. As tropas britânicas foram retiradas para a área do Canal de Suez em 1947, mas os sentimentos nacionalistas e antibritânicos continuaram a crescer após a guerra.

### Japão

A Esfera de Co-Prosperidade da Grande Ásia Oriental em 1942, após a conquista das colônias dos EUA, Grã-Bretanha e Holanda.

No Japão, o Exército assumiu cada vez mais o controle do governo, assassinou líderes opositores, reprimiu a esquerda e promoveu uma política externa altamente agressiva em relação à China. A política japonesa irritou os Estados Unidos, a Grã-Bretanha, a França e os Países Baixos. O nacionalismo japonês foi a inspiração principal, juntamente com o desdém pela democracia. A extrema direita tornou-se influente em todo o governo e na sociedade japoneses, principalmente dentro do Exército de Kwantung, que estava estacionado na Manchúria ao longo da Ferrovia do Sul da Manchúria, de propriedade japonesa. Durante o Incidente da Manchúria de 1931, oficiais radicais do exército conquistaram a Manchúria de autoridades locais e estabeleceram o governo fantoche de Manchukuo lá sem a permissão do governo japonês. As críticas internacionais ao Japão após a invasão levaram o Japão a se retirar da Liga das Nações.
A visão expansionista do Japão tornou-se cada vez mais ousada. Muitos da elite política japonesa aspiravam que o Japão adquirisse novos territórios para extração de recursos e assentamento de população excedente. Essas ambições levaram à eclosão da Segunda Guerra Sino-Japonesa em 1937. Após sua vitória na capital chinesa, os militares japoneses cometeram o infame Massacre de Nanquim. Os militares japoneses não conseguiram destruir o governo chinês liderado por Chiang Kai-shek, que recuou para áreas remotas. O conflito foi um impasse que durou até 1945. O objetivo de guerra do Japão era estabelecer a Esfera de Co-Prosperidade da Grande Ásia Oriental, uma vasta união pan-asiática sob domínio japonês. O papel de Hirohito nas guerras estrangeiras do Japão continua sendo um assunto de controvérsia, com vários historiadores retratando-o como uma figura impotente ou um facilitador e apoiador do militarismo japonês. Os Estados Unidos ficaram cada vez mais preocupados com as Filipinas, uma colónia americana, perto do Japão, e começaram a procurar formas de conter a expansão japonesa.
A opinião pública e a elite americana — incluindo até mesmo os isolacionistas — se opuseram fortemente à invasão da China pelo Japão em 1937. O presidente Roosevelt impôs sanções econômicas cada vez mais rigorosas com o objetivo de privar o Japão do petróleo e do aço de que precisava para continuar sua guerra na China. O Japão reagiu forjando uma aliança com a Alemanha e a Itália em 1940, conhecida como Pacto Tripartite, o que piorou suas relações com os EUA. Em julho de 1941, os Estados Unidos, a Grã-Bretanha e os Países Baixos congelaram todos os ativos japoneses e cortaram os embarques de petróleo — o Japão tinha pouco petróleo próprio.

### China
A revolução chinesa de 1911 que derrubou o último imperador resultou em uma década de condições caóticas, com o poder mantido por senhores da guerra regionais sem um governo nacional funcional. Uma série de boicotes econômicos, visando especialmente o intruso dominante Grã-Bretanha, efetivamente encerrou o domínio europeu da China. Sun Yat-sen, o líder ideológico da revolução contra o antigo Império Chinês, estabeleceu uma base revolucionária no sul da China e tentou, mas não conseguiu unir a nação fragmentada. Com a assistência da Internacional Comunista sediada na URSS, ele firmou uma aliança com o incipiente Partido Comunista Chinês. Após a morte de Sun em 1925, seu protegido, Chiang Kai-shek, estava no controle do Kuomintang (Partido Nacionalista ou KMT) e colocou a maior parte do sul e centro da China sob seu domínio na campanha militar da Expedição do Norte de 1926-1927. Tendo derrotado os senhores da guerra no sul e centro da China pela força militar, Chiang foi capaz de assegurar a lealdade nominal dos senhores da guerra no Norte. Em 1927, Chiang se voltou contra os comunistas e implacavelmente expulsou os exércitos do PCC e seus líderes de suas bases no sul e leste da China. Em 1934, expulsos de suas bases nas montanhas, como a República Soviética Chinesa, as forças do PCC embarcaram na Longa Marcha através do terreno mais desolado da China para o noroeste, onde os sobreviventes estabeleceram uma base de guerrilha em Yan'an, na província de Shaanxi. Durante a Longa Marcha, os comunistas se reorganizaram sob um novo líder, Mao Zedong (Mao Tsé-Tung), que olhava para os camponeses - não para o pequeno proletariado industrial - como base de seu partido.
O exército japonês na China era uma unidade virtualmente autônoma que não era bem controlada por Tóquio. Buscava controlar toda a Manchúria e, de fato, ambicionava avançar profundamente para o interior da China. Tomou a Manchúria em setembro de 1931 e nomeou Puyi como chefe do estado fantoche de Manchukuo em 1932. A Liga das Nações denunciou o Japão e Tóquio abandonou a Liga. Os Estados Unidos e a Grã-Bretanha se recusaram a reconhecer a conquista, mas não fizeram nenhum movimento militar nesse momento. Os japoneses começaram a avançar do sul da Grande Muralha para o norte da China e as províncias costeiras. Em 1937, o Exército Imperial Japonês, ainda em grande parte independente de Tóquio, entrou em confronto com as forças chinesas no Incidente da Ponte Marco Polo, nos arredores de Pequim.
Uma guerra em grande escala começou então - a Segunda Guerra Sino-Japonesa. O Japão detinha enormes vantagens em riqueza, tecnologia, poder de fogo, mobilidade e força organizacional. A China tinha uma população muito grande e pobre, com um governo-nação fraco e um exército grande, mal equipado e mal treinado. A China desfrutou da simpatia da maior parte do mundo, especialmente dos Estados Unidos e da Grã-Bretanha, mas eles não intervieram. Xangai caiu após uma batalha de três meses e o Japão assumiu o controle de praticamente todas as cidades costeiras. A capital Nanquim caiu em dezembro de 1937. Foi seguido por uma orgia de assassinatos em massa e estupros conhecida como o Massacre de Nanquim . Chiang mudou sua capital nacional para a remota Chongqing. O Japão estabeleceu um segundo governo fantoche, o regime de Wang Jingwei, com sede em Nanquim. Os Estados Unidos assumiram a liderança na expressão de indignação e começaram a planejar ajudar sistematicamente o regime de Chiang por uma longa linha de suprimentos através da Indochina, enquanto exigiam que o Japão se retirasse. O Japão assumiu o controle da Indochina da França em 1941, cortando a principal linha de abastecimento e intensificando o conflito para uma guerra com os Estados Unidos e a Grã-Bretanha.

## Chegada da Segunda Guerra Mundial

### Guerras
- Guerra de Independência da Turquia
  - Guerra Greco-Turca (maio de 1919 – outubro de 1922)
  - Guerra Turco-Armênia (setembro-dezembro de 1920)
  - Guerra Franco-Turca (dezembro de 1918 – outubro de 1921)
  - Revoltas realistas e separatistas (1919–1923)
- Unificação da Arábia Saudita
  - Guerra Raxidi-Saudita (1903–1921)
  - Guerra Kuwait-Arábia Saudita (1919–1920)
  - Guerra Hejaz-Arábia Saudita (1919–1925)
  - Guerra Transjordânia-Saudita (1922–1924)
- Guerra Polaco-Soviética (fevereiro de 1919 – março de 1921)
- Guerra de Independência da Irlanda (janeiro de 1919 – julho de 1921)
- Revolta iraquiana contra os britânicos (1920)
- Guerra do Rife (1920–1927)
- Pacificação da Líbia (1923–1932)